# Banánové války
Jako Banánové války se neoficiálně označují intervence, okupace a ozbrojené konflikty Spojených států amerických z první třetiny 20. století v několika zemích Karibiku a Střední Ameriky. Odehrávaly se v období od konce španělsko-americké války (1898) do zavedení politiky dobrého sousedství amerického prezidenta Franklina D. Roosevelta (1934). Vojenské intervence a okupace byly prováděny zejména námořní pěchotou Spojených států amerických. Okrajově se na intervencích podílely také námořnictvo Spojených států amerických a armáda Spojených států amerických.
Po podepsání Pařížské mírové smlouvy, která ukončila španělsko-americkou válku, spadly do amerického vlivu bývalé španělské kolonie Kuba, Portoriko, Guam a Filipíny. V USA se tím posílily imperialistické tendence a v následujících letech Spojené státy vojensky intervenovaly na Kubě, v Hondurasu, Nikaragui, Mexiku, na Haiti a v Dominikánské republice. Jako z poslední země se mariňáci stáhli v roce 1934 z Haiti.
Většiny konfliktů se z americké strany účastnil (a později je sám vedl) generál Smedley Butler (který na konci své vojenské kariéry svých činů litoval ve své knize War Is a Racket, kde tyto války popsal jako „znásilnění půl tuctu republik ve Střední Americe ve prospěch Wall Streetu“).
Termín „banánové války“ zpopularizoval v roce 1983 spisovatel Lester D. Langley, který o konfliktech psal. Tento termín vykresloval tehdejší Spojené státy jako regionální policejní sílu vysílanou „usmířit válčící tropické země, zachránit společnosti bez zákona a odstavit zkorumpované politiky“. V praxi však toto jednání Spojených států ustanovilo americkou vládu nad tropickým obchodem.

## Pozadí
V roce 1823 Spojené státy americké přijaly svou zahraničněpolitickou Monroeovu doktrína. Evropské mocnosti podle této doktríny nemají právo zasahovat do záležitostí nezávislých států na území amerického kontinentu a Spojené státy americké budou jejich případné vojenské akce na území světadílu považovat za „ohrožení svého míru a bezpečnosti“ a „manifestaci nepřátelského postoje vůči USA“. Cílem doktríny bylo snížit evropský vliv v procesu dekolonizace amerického kontinentu a nahradit ho americkým vlivem.
Po španělsko-americké válce spadly do amerického vlivu bývalé španělské kolonie Kuba, Portoriko, Guam a Filipíny. V téže době Američané usilovali o zabránění šíření vlivu Japonského císařství v Tichém oceánu a hledání obchodních a politických příležitostí Německého císařství v Karibiku. Z důvodu zajištění regionálního monopolu na vměšování se, Spojené státy v roce 1898 anektovaly Havaj. V letech 1899 až 1902 probíhala filipínsko-americká válka, která skončila americkým obsazením Filipín. USA tím vstoupily do svého věku imperialismu.
Spojené státy usilovně investovaly do modernizace námořnictva až do té míry, že se v nultých letech 20. století stalo nejsilnějším na světě. Klíčovým projektem od roku 1901 byla výstavba Panamského průplavu, kterou Američané odkoupily od krachujících francouzských firem. Panamský průplav otevřel v roce 1914 a stal se klíčovým strategickým místem pro obchod i námořní pohyb Spojených států.
V neposlední řadě do zemí Střední Ameriky a Karibiku rychle pronikaly americké firmy, které částečně nahrazovaly koloniální společnosti. Tyto firmy lobbovaly u americké vlády o vojenské intervence v dobách, kdy bylo kvůli politické nestabilitě v jednotlivých zemích ohroženo jejich obchodování. Šlo například o United Fruit Company (nyní Chiquita) nebo o Standard Fruit Company (nyní Dole plc). Američané tak ovládali obchod s tropickým ovocem, tabákem a cukrovou třtinou. Vedle toho své zájmy také hájily velké banky, které do svého portfolia usilovaly o akvizice lokálních bankovních domů (například National City Bank of New York).

## Jednotlivé konflikty
- Americká vojenská vláda na Kubě (1898–1902). V roce 1903 USA získaly základnu Guantanámo. Další americké intervence na Kubu a následné okupace se odehrály v letech 1906–1909, 1912 a 1917–1922.
- Intervence v Panamě (1902–1903) – USA podpořily odtržení Panamy od Kolumbie. Po roce 1904 si USA nárokovaly Panamské průplavové pásmo.
- Intervence v Mexiku (1910–1919) – USA se zapojily do konfliktu způsobeného mexickou revolucí na straně prezidenta Porfiria Díaze. Do revoluce bylo zapojeno také Německé císařství, které podporovalo pučistu Victoriana Huerta, a po vypuknutí první světové války USA okupovaly přístav Veracruz, aby zabránily německému zásobování.
- Okupace Nikaraguy (1912–1933)
- Okupace Haiti (1915–1934)
- Okupace Dominikánské republiky (1916–1924)
- Intervence v Hondurasu (1903, 1907, 1911, 1912, 1919, 1924 a 1925) – šlo o klíčovou zemi v pěstování banánů americkými společnostmi United Fruit Company a Standard Fruit Company. Americký spisovatel O. Henry v roce 1904 použil pojem „banánová republika“ pro fiktivní zemi, kterou vytvořil pro své dílo právě podle Hondurasu.

Během konfliktu v těchto zemích americký prezident Theodore Roosevelt používal diplomacii velkého klacku, zatímco jeho nástupce William Howard Taft uplatňoval svou dolarovou diplomacii. Taft také zahájil okupaci Nikaraguy. Prezident Woodrow Wilson zahájil většinu dlouhodobých okupací (na Haiti a v Dominikánské republice). Od okupací začal ustupovat až prezident Herbert Hoover a celé tzv. banánové války ukončil v roce 1934 prezident Franklin Delano Roosevelt, který zavedl svou politiku dobrého sousedství.